# Taibet
Taibet (em árabe: اﻟﻄﻴﺒﺎت) é uma comuna localizada na província de Ouargla, Argélia. De acordo com o censo de 2008, a população total da cidade era de 20 174 habitantes.